# Étienne Mourrut
Étienne Mourrut (Le Grau-du-Roi, Gard, 4 de Dezembro de 1939 - Montpellier, Hérault, 19 de Outubro de 2014) é um político francês que é membre a União por um Movimento Popular.
Foi deputado entre 2002 e 2012.